# Засецкий, Лев Александрович
Засецкий Лев Александрович (9 августа 1920 года — 9 сентября 1993 года) — участник Великой Отечественной войны, автор дневника «Я буду бороться», герой книги А. Лурии «Потерянный и возвращенный мир».
В 1943 году в бою получил пулевое проникающее ранение черепа с обширным повреждением левой теменно-затылочной доли, потерял четверть мозгового вещества. Длительное время находился в коме, после выхода из которой оказалось, что он больше не понимает логических, причинно-следственных и пространственных связей, а также элементов грамматики, имеющих отношение к связям. Не мог отличить левое от правого, страдал многими другими нарушениями. Однако сознавал все произошедшие изменения и решил бороться с ними.
В результате длительных упорных занятий под наблюдением психолога А. Р. Лурии смог в небольшой мере восстановить утраченные способности. Исследования, проведённые с участием Засецкого помогли Лурии разработать программу реабилитации множества других раненых.

«благодаря своей блестящей одаренности и сверхчеловеческому упорству Засецкий сумел сделать свою жизнь необычайно важной […] для всего человечества»— Проф. Леви, Пенсильванский университет
«Случай Засецкого» рассматривается сторонниками теории пластичности мозга как яркое её подтверждение.

### Биография
Родился 9 августа 1920 года в поселке Казановка Кимовского района Тульской губернии в бедной многодетной (два мальчика и две девочки) семье. Очень рано, года от рождения, лишился отца, внезапно умершего на угольных шахтах горного инженера.
Отлично учился в школе, перед самой войной закончил третий курс Тульского механического института. Был призван Тульским горвоенкоматом в первые дни войны. Студент-инженер стал воентехником 1-го ранга, а потом — лейтенантом и командиром взвода ранцевых огнеметчиков. В 1942 г. был ранен в висок, но быстро вернулся в строй. 2 марта 1943 г. во время атаки на льду реки Воря получил второе, фатальное ранение.
Награжден орденами Отечественной войны II степени (1946), Отечественной войны I степени (1985), медалью «За победу над Германией».
После войны жил в городе Кимовске Тульской области. Умер 9 сентября 1993 года.

### Эффективность лечения
Лурия неоднозначно оценивал эффективность лечения и занятий с Засецким: «Прошли десять лет, потом пятнадцать, двадцать. Двадцать шесть лет мучительного труда, но и теперь „мамина дочка“, „брат отца“ остаются для него нерасшифрованными криптограммами, а различение выражений „слон больше мухи“ и „муха больше слона“, таких похожих, но, наверное, все-таки различных продолжает быть задачей, к решению которой он и сейчас может подойти только путём длинных, мучительных выкладок, так и не приводящих к появлению чувства уверенности.» Однако в другом месте он пишет: , […]
«Трудно сказать, есть ли в истории еще другие документы, на которых затрачен такой адский, мучительный труд и которые так и остаются недоступными для самого автора, — писал Лурия, — он дал нам в руки не только трагический документ. Описывая свою судьбу он дал нам исключительные по ценности знания. Кто может лучше описать событие, чем его очевидец, его участник, чем сам пострадавший? Он был пострадавшим — теперь он
превратился в исследователя. Он дал нам описания исключительной яркости, и мы попытаемся пойти по его следам, шаг за шагом пробираясь в таинственный мир человеческого мозга»

### Известность
На Западе личность «лейтенанта Засецкого» или «мистера Засецкого» довольно популярна. В 2002 г. английский психолог и писатель Роберт Вуд опубликовал радиопьесу для двух голосов «I`ll fight on» («Я буду бороться») на основе дневников Засецкого. Римский театр Мута Имаго поставил по дневникам Засецкого моноспектакль «Лев» (режиссёр Клаудиа Сораче, актёр Глен Блэкхолл); в ноябре 2012 г. его показывали в Москве в Театральном центре «На Страстном». Вместе с этим на своей малой родине был практически неизвестен. В Кимовске, где он прожил до смерти, о нем не знали даже в краеведческом музее. Узнали только в 2013 году, когда журналисты Вечерней Москвы позвонили в музей с просьбой предоставить сведения о ветеране. Лишь в 2015 году на доме №26 по улице Толстого, где ветеран прожил более 30 лет, наконец появилась скромная памятная доска.